# Velos (destroyer)
USS Charrette (DD-581)
L’USS Charrette (DD-581) était un destroyer de classe Fletcher de la marine américaine, du nom du Lieutenant George Charrette (1867-1938) qui avait reçu la Médaille d'Honneur pour son héroïsme lors de la Guerre hispano-américaine de 1898.

Il a pris le nom de Velos (D-16) en 1959 dans la marine grecque. Il est visitable, depuis 2002, comme navire musée près d'Athènes.

## Marine américaine

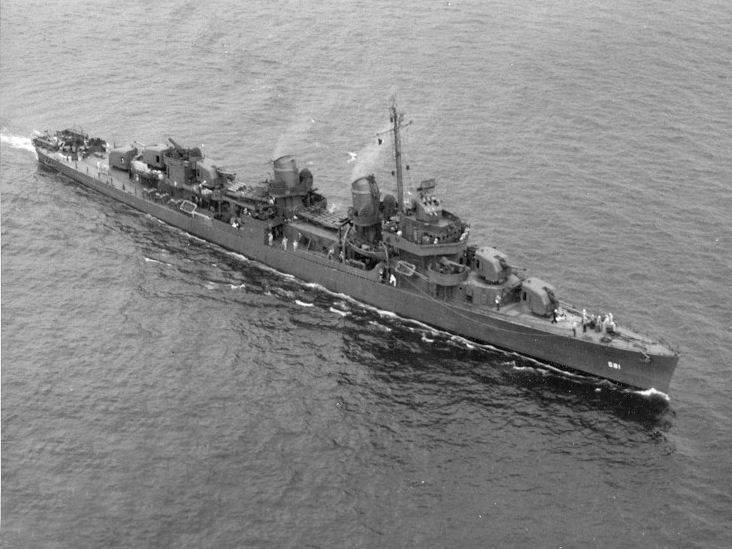
USS Charrette (DD-581)

Il a été lancé le 3 juin 1942 par le Charlestown Navy Yard de Boston, sous le parrainage de Madame G. Charrette. Son premier commandant fut le commander E.S. Karpe.
Dès septembre 1943, il rejoint Pearl Harbor comme escorteur du porte-avions léger Monterey. Après avoir rejoint Pearl Harbor, il participe aux nombreux combats de la Guerre du Pacifique.
En février 1945, il rejoint le Puget Sound Navy Yard à Bremerton, dans l'État de Washington, pour une révision. Il retourne sur le terrain des opérations pour les derniers combats sur Bornéo et les Indes orientales néerlandaises. Puis il rejoint les transporteurs des troupes d'occupation.
Le 12 décembre 1945, il quitte le port de Shanghai pour rejoindre le port de San Francisco, qu'il atteint le 30 décembre. Il est placé en réserve à San Diego le 4 mars 1946.
Il a été récompensé par 13 Battle Stars de la Seconde Guerre mondiale.

## Marine grecque
En 1959, le bâtiment de guerre est transféré en Grèce. Le commandant G. Moralis le prend en charge, le 16 juillet, au port de Long Beach, en Californie. Arrivé en Grèce le 15 octobre, il prend le nom de Velos (D-16).
Il participe aux exercices maritimes au sein de l'OTAN, ainsi que dans les crises avec la Turquie dans les années 1964, 1967, 1974 (crise avec Chypre) et 1987.
Le Velos, ancré à Fiumicino en Italie, se fait connaître le 25 mai 1973 en refusant de rejoindre la Grèce, pour protester contre la Dictature des colonels. Le commandant de bord Nikólaos Pappás, six officiers et vingt-cinq sous-officiers demandent l'asile politique et restent en Italie. Un mois après, le Velos revient en Grèce avec une équipe de commandement de remplacement. Les réfugiés continuent la lutte contre la dictature et, après la chute de la junte, le 24 juillet 1974, le commandant Pappas obtient le grade de vice-amiral dans la marine grecque.
Le Velos est désarmé le 26 février 1991, après avoir navigué 362 622 milles nautiques (671 576 km) durant ses 48 ans de carrière.

## Musée naval
En 1994, la Marine grecque décide d'en faire un musée de la lutte contre la dictature.
Le navire, alors ancré à la base navale de Poros, est transféré le 12 décembre 2000 à la base navale de Salamine pour des travaux de restauration afin d'être transformé en navire musée visitable.
Depuis le 26 juin 2002, il est ancré dans le Parc de la tradition maritime de Phalère, l'un des trois ports de la cité antique d'Athènes.